# Marco Bonamico
Marco Bonamico (Génova, 18 de enero de 1957-Bolonia, 4 de agosto de 2025) fue un jugador italiano de baloncesto. Con 2.01 m de estatura, jugaba en la posición de ala-pívot.

## Equipos
- 1975-1976 Virtus Bologna
- 1976-1977 Fortitudo Bologna
- 1977-1978 Virtus Bologna
- 1978-1979 Mens Sana Siena
- 1979-1980 Olimpia Milano
- 1980-1986 Virtus Bologna
- 1986-1988 Napoli Basket
- 1988-1989 Virtus Bologna
- 1989-1993  Libertas Forlì
- 1993-1995 Libertas Udine